# خط تموين بيافران الجوي

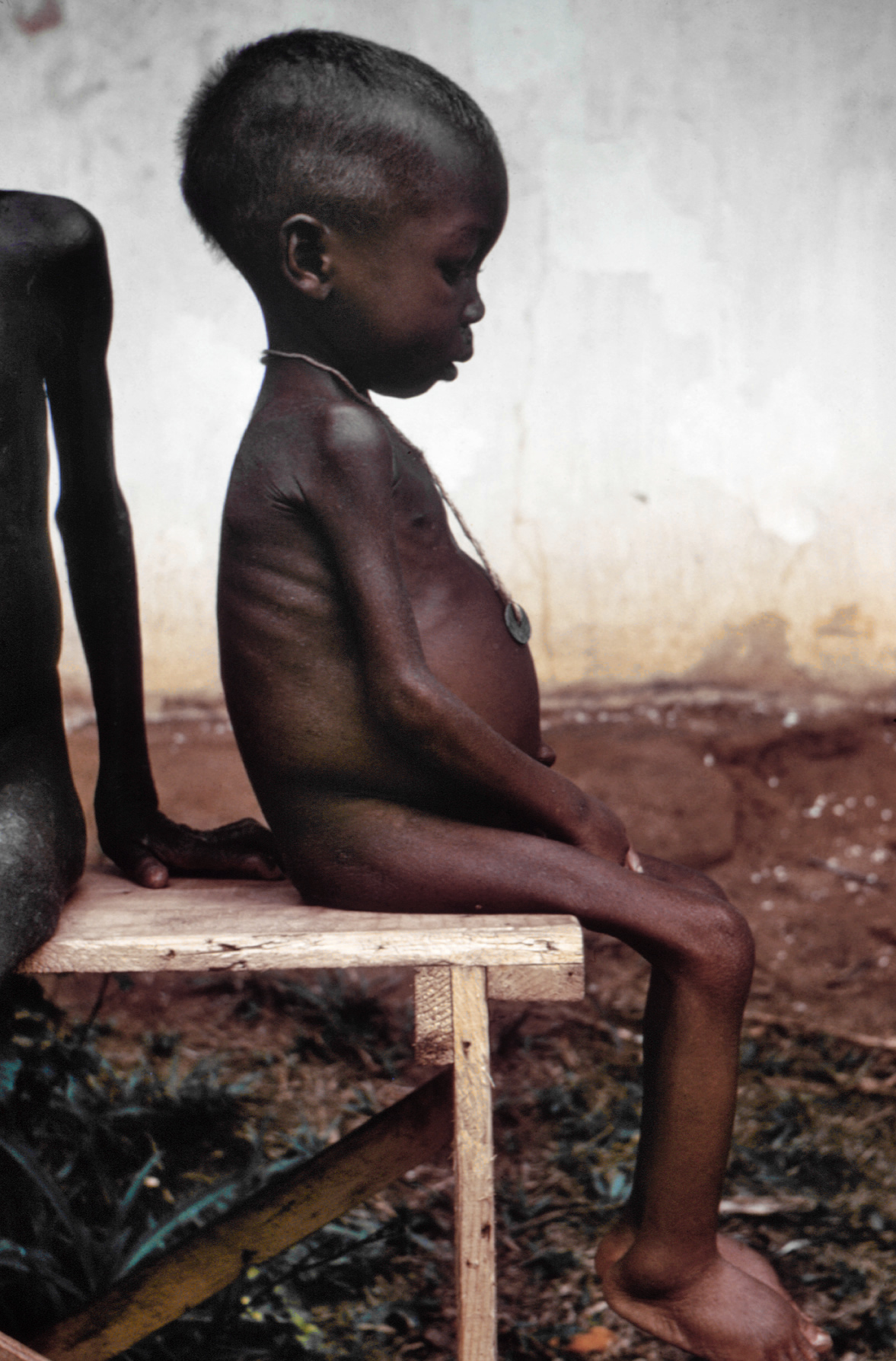

خط تموين بيافران الجوي هو عملٌ تطوعيٌّ إنسانيٌّ دوليٌّ ساهم بنقل الأغذية والأدوية إلى بيافرا أثناء حرب الانفصال عن نيجيريا بين 1967 و1970 (الحرب الأهلية النيجيرية). ويعد هذا الخطّ الجويّ أكبر خط تمويني مدنيّ، كما ويعدّ –بعد خطّ برلين الجوي الذي حصل بين عامي 1948 و 1949- أكبر خط جوي غير حربي من أي نوع يتم تنفيذه. وكان الخط الجوي إلى حد كبير عبارة عن سلسلة من الجهود المشتركة بين الجماعات الكنسية البروتستانتية والكاثوليكية، ومنظمات غير حكومية أخرى، تشغل طائرات مدنية وعسكرية مع أطقم مدنية معظمها من المتطوعين، وأفراد دعم. كما دعمت العديد من الحكومات هذا النشاط، وكانت أغلبها بالسرّ من دون الظهور. ويقدر أن هذا الجهد المشترك المستمر الذي استمر أكثر من سلفه في برلين بحوالي مرة ونصف قد أنقذ أرواح أكثر من مليون إنسان.
بيد أن الأمر لا يخلو من الجدل، حيث ذكرت الحكومة النيجيرية وبعض القادة العسكريين النيجيريين أن التهديد بالإبادة الجماعية كان ملفقا وأنه كان «مجرد هراء إنساني مضلل». وقالوا إن المجاعة الجماعيّة هدف مقصود، «إذا كان على الأطفال أن يموتوا أولا، فهذا أمر سيئ جدّا» و«الكل عادل في الحرب، والتجويع هو أحد أسلحة الحرب». وكانت هناك اتهامات بأن الخط الجوي زود بيافرا بالأسلحة، ولكنها غير مدعومة بأدلة.

## نظرة عامة
بحلول عام 1968، أي بعد مرور عام على بدء الحرب الأهلية النيجيرية، أفادت التقارير أن أعدادًا كبيرة من الأطفال يتضورون جوعاً حتى الموت بسبب الحصار الذي تفرضه الحكومة العسكرية الفيدرالية والجيش. وبحلول عام 1969، أبلغ عن أن أكثر من ألف طفل يموتون جوعًا يوميًّا. وأعلن ممثل عن الحكومة العسكرية الفيدرالية «أن التجويع سلاحٌ شرعي في الحرب، ولدينا نية لاستخدامه». ومع ظهور تقارير تلفزيونية عالمية، شوهدت لأول مرة المجاعة والاستجابة الإنسانية لها من قبل الملايين حول العالم، مطالبين الحكومة والقطاع الخاص ببذل كل ما في وسعهما لإنقاذ أكبر عدد ممكن من الأشخاص.
وكانت ردود الفعل الدولية إزاء محنة السكان المدنيين في المنطقة الانفصالية متنوعة. وقد التزمت الأمم المتحدة ومعظم الحكومات بالصمت إزاء الأزمة الإنسانية المتصاعدة، معربة عن عزوفها عن المشاركة في ما اعتبر رسميًّا شأنًا نيجيريًّا داخليًّا. ورفض الأمين العام للأمم المتحدة يو ثانت دعم الخط الجوي. وكان موقف منظمة الوحدة الأفريقية هو عدم التدخل في النزاعات التي يعتبرها أعضاؤها داخلية ودعم حدود الدولة القومية. أما بالنسبة لحزب العمال البريطاني الحاكم في المملكة المتحدة، فكان في صف الاتحاد السوفياتي يقدم الأسلحة للجيش النيجيري.
وأصبحت الجماعات التي تمولها الكنيسة والمنظمات غير الحكومية أكثر المؤيدين الدوليين لتقديم المعونة إلى بيافرا. وقدم الخط الجوي المشترك للكنيسة مساعدات إغاثية كما حاول إنشاء قوة جوية لبيافرا. وكانت منظمة الإغاثة الكاثوليكية غير الحكومية الأميركية هي المسؤولة عن طائرات الشحن المشتركة وتنظيمها، كما كان إدوارد كيني المدير التنفيذي لمنظمة الإغاثة الكاثوليكية مسؤولاً عن تأمين أسطول طائرات الشحن الضخمة التي تبرعت بها حكومة الولايات المتحدة. وعلى أرض الواقع، نسقت منظمة الإغاثة الكاثوليكية مع القساوسة والرهبان المبشرين ذوي المكانة، وبخاصة المبشرين من أيرلندا، من أجل توزيعهم وتقديم الخدمات بشكل فعّال جدًّا على الأرض، مما أدى إلى حظر الحكومة العسكرية الاتحادية لرحلات الإغاثة إلى المنطقة. لجنة الصليب الأحمر الدولية قبلت حظر الحكومة العسكرية الاتحادية ولم تشارك في أي دعاية دولية لبيافرا، وهو الموقف الذي أدانته المنظمات غير الحكومية النشطة التي تقدم المساعدات.
طلب الرئيس الأمريكي ليندون جونسون من وزارة الخارجية «إبعاد هؤلاء الأطفال» الزنجيين«عن شاشة تلفازه».وكانت لحكومة الولايات المتحدة الغلبة إلى حد كبير على جمهور الناخبين، وبدأت جهود الدعوة التي تبذلها منظمة الإغاثة الكاثوليكية في توفير التمويل لجهود الإغاثة. وبحلول عام 1969 باعت الولايات المتحدة ثماني طائرات شحن عسكرية من طراز سي 97 لصالح منظمة الإغاثة الكاثوليكية، ويقال إنها قدمت 49٪ من كل المساعدات لجهود الإغاثة.
كانت كندا، والتي كانت تواجه تهديدها الانفصالي الداخلي في شكل حركة سيادة كيبيك، مترددة في تقديم المساعدة إلى منطقة تحاول الانفصال عن الكومنولث، لا سيما في منطقة ليس لديها فيها خبرات أو معرفة سابقة. غير أن المساعدة المبكرة قُدمت بالأغذية والمواد وطائرات نقل عسكرية لعدة أشهر. كما قدمت المساعدة المالية في الأشهر الأخيرة من الخط الجوي.
وردَّت فرنسا بتقديم المساعدات إلى بيافرا، حيث قدمت المساعدات الإنسانية عبر الصليب الأحمر الفرنسي والمساعدات العسكرية بشكل خفيف.
ورغم أن الغالبية العظمى من الحكومات ظلت غير معنية ولم تتدخل، فإن المساعدات كانت مطلوبة من قبل الناس في مختلف أنحاء العالم. واستجاب لذلك نحو 30 منظمة غير حكومية.

## خط التموين الجوّي
بدأت مساعدات الإغاثة إلى بيافرا في الوصول براً وبحراً وجواً بعد بداية الحرب الأهلية النيجيرية في عام 1967. وبدأ ورود التقارير عن انتشار المجاعة. وازدادت رحلات الإغاثة بعد ان أصبح الحصار البري والبحري لنيجيريا على بيافرا شبه كاملٍ في يونيو 1968. وكانت هذه الرحلات الجوية تخضع بصفة رئيسية لتكليف ورعاية اللجنة الدولية للصليب الأحمر. وكانت نوردتشورشايد من المانحين والشركاء الرئيسيين. وفي 5 يونيو 1969، أسقطت القوات النيجيرية طائرة تابعة للجنة الصليب الأحمر الدولية من طراز ICRC DC-7 (فقتلت 3 من عمال الإغاثة)؛ وطالبت نيجيريا بإخضاع جميع رحلات الإغاثة لسيطرتها؛ وعلقت لجنة الصليب الأحمر الدولية رحلاتها من كوتونو وسانتا إيزابيل.
ونشب خلافٌ بين المنظمات غير الحكومية ولجنة الصليب الأحمر الدولية بشأن موقف هذه الأخيرة من الامتثال لمطالب نيجيريا بفرض حظر على رحلات الإغاثة الخارجية. ودافعت لجنة الصليب الأحمر الدولية عن موقفها قائلة إن "المادة 23 من اتفاقية جنيف الرابعة لعام 1949، الخاصة بالنزاع المسلح الدولي، تنص على أن الدولة المشاركة في حرب يمكنها أن تتأكد من أن المساعدة المقدمة مُحايدة.
وأعلن ناقد بارز لموقف اللجنة الدولية للصليب الأحمر أن صمتهم على بيافرا جعل العاملين فيها متورطين في المذبحة المنظمة للسكان. كانت هذه بداية فعالة لمساعدات الكنيسة المشتركة، التي أشارت إليها وسائل الإعلام أيضا ب «خطوط جيسوس كريست الجوية»، والذي سرعان ما أصبح يعرف باسم خط بيافران الجوي.

## المساهمون
قدمت نحو 30 منظمة غير حكومية وعدة حكومات مساعدات غير عسكرية مباشرة وغير مباشرة من خلال خط بيافران الجوي. ومن بين المساهمين الرئيسيين في مواد مثل الأغذية والأدوية وطائرات النقل والطاقم الجوي والبري:
- كندا (طائرات مالية، أغذية، مواد، طائرات هيركوليس سي-130)
- فرنسا
- ألمانيا
- أوكسفام[17]
- البرتغال
- أنقذوا الأطفال
- اليونسيف
- الولايات المتحدة الأمريكية[18]
- إسرائيل